# Pat Cox
Pat Cox (Dublín, 28 de noviembre de 1952) es un político irlandés que fue Presidente del Parlamento Europeo entre los años 2002 y 2004. 

## Biografía
Vivió de pequeño a la ciudad de Limerick. Estudió Economía en la Universidad de Dublín, donde se diplomó en 1974. Posteriormente fue profesor de economía en el Instituto de Administración Pública de su ciudad natal así como en la Universidad de Limerick, interesándose sobre todo por las cuestiones más europeístas. 
Entre 1982 y 1986 presentó el programa "Today Tonight" a la Radio Telefís Éireann (RTE) en la que se emitían reportajes de investigación y con la que cubrió las elecciones a los Estados Unidos, el Reino Unido y Francia.

## Carrera política
En las elecciones europeas de 1989 fue elegido eurodiputato del Parlamento Europeo en representación de los Demócratas Progresistas. En 1992 en las elecciones generales irlandesas fue elegido miembro del Dáil Éireann (Parlamento irlandés) por la circunscripción de Cork. Fue escalando posiciones dentro su propio partido, llegando a disputar su liderazgo el año 1993, perdiendo ante Mary Harney. 
En 1994 abandonó el partido por desavenencias sobre su acta de diputado europeo, que su partido reclamaba para Desmond O'Malley. Aquel año fue reelegido diputado europeo como miembro independiente, y fue nombrado vicepresidente de la Alianza de los Liberales y Demócratas por Europa (ALDE), cuarto grupo parlamentario en número de diputados. En 1998 fue nombrado líder del grupo parlamentario y participó activamente en contra de la acción política de la Comisión Europea encabezada por Jacques Santer, consiguiendo su dimisión en 1999. 
En junio del mismo año renovó su acta de eurodiputado y, en virtud de un pacto entre las principales fuerzas europeas en el Parlamento, fue elegido Presidente del mismo el 15 de enero de 2002, sucediendo a Nicole Fontaine (Partido Popular Europeo). Dimitió del cargo el 20 de julio de 2004, siendo sustiuído por Josep Borrell (Partido Socialista Europeo). 
El 20 de mayo de 2004 fue galardonado con el Premio Carlomagno por sus trabajo en favor de la ampliación de la Unión Europea y la democracia.
De 2006 a 2011 Pat Cox era presidente del Movimiento europeo.